# Saprosma dispar
Saprosma dispar là một loài thực vật có hoa trong họ Thiến thảo. Loài này được Hassk. miêu tả khoa học đầu tiên năm 1845.